# Karl Meyer (Frontist)
Karl Christian Meyer (auch Carl; * 28. September 1898 in Schaffhausen; † 19. Dezember 1986 ebenda) war ein Schweizer Lehrer und führendes Mitglied der Frontenbewegung.

## Leben
Karl Meyer, der Sohn eines Zollaufsehers, war als Primarlehrer in Rüdlingen und als Reallehrer an der Mädchenrealschule in Schaffhausen tätig. Er heiratete 1926 eine aus Heiligenberg, Baden, stammende Deutsche; das Paar bekam drei Kinder. Meyer war Mitglied der FDP, Feldweibel und Präsident des Schaffhauser Unteroffiziersvereins. Seit deren Gründung war Meyer dann ein führendes Mitglied der Frontenbewegung in der Schweiz. An der Gründungsversammlung der Neuen Front im April 1933 hielt er – inzwischen aus der FDP ausgetreten – die Eröffnungsrede. Auch später trat Meyer regelmässig als Referent auf Veranstaltungen der Frontenbewegung auf. Durch seine öffentlichen Reden sah er sich immer wieder mit Ehrverletzungsprozessen konfrontiert, und die lokalen und eidgenössischen Behörden debattierten über seine Entlassung aus dem Schuldienst.
Wegen mangelndem Erfolg lehnte sich die Frontenbewegung immer stärker an die NSDAP an. Meyer besuchte sowohl im September 1936 als auch im Folgejahr den Parteitag der NSDAP in Nürnberg. Nachdem Rolf Henne 1938 als Landesführer der Nationalen Front zurückgetreten war, arbeitete Meyer auch mit dessen Nachfolger Robert Tobler zusammen. Gemeinsam mit Ernst Brandenberger und Eduard Rüegsegger stieg Meyer schliesslich in die Landesleitung der Nationalen Front auf. Nach der Auflösung der Nationalen Front im März 1940, bei der Karl Meyer noch eine Rede gehalten hatte, trat er auch bei der Nachfolgepartei Nationale Gemeinschaft Schaffhausen wieder als Rädelsführer auf. Aufgrund seiner Tätigkeit wurde er allerdings 1941 vom Bundesrat endgültig mit einem Redeverbot belegt und 1942 auch aus der Schweizer Armee ausgeschlossen. Im März 1943 schliesslich wurde Meyer wegen «ständiger Missachtung der behördlichen Verweise, Mahnungen und Weisungen» auch als Reallehrer suspendiert.
Nach seiner Entlassung aus dem Staatsdienst baute Meyer eine mechanische Werkstatt auf. Über seinen Bekannten Charles ten Brink betätigte er sich aber vor allem als Nachrichtenquelle für die deutschen Amtsstellen Sicherheitsdienst und Alemannischer Arbeitskreis, für die er in der Schweiz bestimmte Aufträge erledigte. In dieser Funktion war Meyer dann bis zum Kriegsende tätig. Meyers Vorhaben, im Herbst 1944 nach Deutschland auszuwandern, scheiterte, da er als Mittelsmann in der Schweiz den Nationalsozialisten mehr nützte.
Im Sommer 1945 wurde Karl Meyer dann wegen verbotenen Nachrichtendienstes erstmals verhaftet und am 20. Dezember 1947 – im Rahmen der grossen Landesverräterprozesse vor dem Bundesstrafgericht – zu acht Jahren Zuchthaus und zehn Jahren Einstellung in der bürgerlichen Ehrenfähigkeit verurteilt. Meyer selbst bestritt die gegen ihn vorgebrachten Vorwürfe immer. Nach zwei Dritteln der Haftzeit wurde er im Herbst 1952 bedingt aus der Strafanstalt Regensdorf entlassen.
Am 19. Dezember 1986 verstarb Karl Meyer in Schaffhausen.